# Cephoidea
Cephoidea (Цефоидные пилильщики) — надсемейство подотряда сидячебрюхие отряда перепончатокрылые насекомые Hymenoptera. Включает около 100 описанных видов, распространённых по всему миру. Большинство видов мелкие и средние (от 4 до 26 мм).
У хлебных пилильщиков из семейства Cephidae брюшных ног нет, грудные редуцированы до бугорков, расчленение их неявственное. Личинки безглазые (или глаза зачаточные), но на голове имеются хорошо развитые усики (3—5-члениковые). От других пилильщиков их отличает наличие пары дыхалец на заднегруди. Имеются у них иногда зачаточные субанальные придатки.

## Биология
Личинки предпочитают стебли травянистых растений или обнаруживаются в побегах и ветвях кустарников и деревьев. Есть вредители хлебных злаков, например, Cephus cinctus (который питается на пшенице), хлебный пилильщик (Cephus pygmaeus L.).

## Классификация
Выделяют 1 современное семейство Хлебные, или злаковые пилильщики (Cephidae) (около 100 видов и 10 родов) и 1 ископаемое семейство Sepulcidae («Сепульковые», около 10 вымерших видов из Мезозойской эры).
- семейство Sepulcidae
- семейство Cephidae
  - подсемейство Athetocephinae
    - род Athetocephus Benson, 1946

  - подсемейство Cephinae
    - род Janus Stephens, 1835
      - Janus luteipes (Lepeletier, 1823)

    - род Aridus Smith, 1900
    - род Caenocephus Konow, 1896
    - род Calameuta Konow, 1896
      - Calameuta filiformis (Eversmann, 1847)
      - Calameuta pallipes (Klug, 1803)
      - Calameuta filum (Gussakovskij, 1935)

    - род Cephus Latreille, 1802
      - Cephus cultratus Eversmann, 1847
      - Cephus fumipennis Eversmann, 1847
      - Cephus nigrinus Thomson, 1871
      - Cephus brachycercus Thomson, 1871

    - род Hartigia Schiodte, 1838
      - Hartigia xanthostoma (Eversmann, 1847)
      - Hartigia linearis (Schrank, 1781)
      - Hartigia nigra (Harris, 1776)

    - род Hissarocephus Gussakovkij, 1945
    - род Janus Stephens, 1835
    - род Jungicephus Maa, 1949
    - род Pachycephus Stem, 1876
    - род Siricephus Maa, 1949
    - род Syrista Konow, 1896
    - род Trachelus Jurine, 1807
      - Trachelus troglodyta (Fabricius, 1787)

    - род Uroqrista Maa, 1944

## Распространение
Большинство видов распространены в Северном Полушарии, главным образом в Евразии. Семейство Cephidae представлено 28 видами в Европейской части бывшего СССР. На Дальнем Востоке РФ около 10 видов (столько же и в Японии). В Германии 18 видов.